# Spirunius
Spirunius is een geslacht van hooiwagens uit de familie Cranaidae.
De wetenschappelijke naam Spirunius is voor het eerst geldig gepubliceerd door Roewer in 1932. 

## Soorten
Spirunius is monotypisch en omvat slechts de volgende soort:
- Spirunius coxipunctus